# کاسیدورف
کاسیدورف (به آلمانی: Kasseedorf) یک شهر  در آلمان است که در استهلشتاین واقع شده‌است. کاسیدورف ۱٬۵۵۲ نفر جمعیت دارد.